# پلیزنت هیل، شهرستان یل، آرکانزاس
پلیزنت هیل (به انگلیسی: Pleasant Hill) یک منطقهٔ مسکونی در ایالات متحده آمریکا است که در شهرستان یل، آرکانزاس واقع شده‌است. پلیزنت هیل ۱۳۴٫۱۱ متر بالاتر از سطح دریا واقع شده‌است.